# 維多斯角
67°42′S 45°25′E / 67.700°S 45.417°E
維多斯角是南極洲的海岬，位於恩德比地，是弗里斯灣入口處的西部，在1956年首次由澳大利亞探險隊拍攝空中照片，以莫森站的氣象學家命名。